# Gemeinde Apače

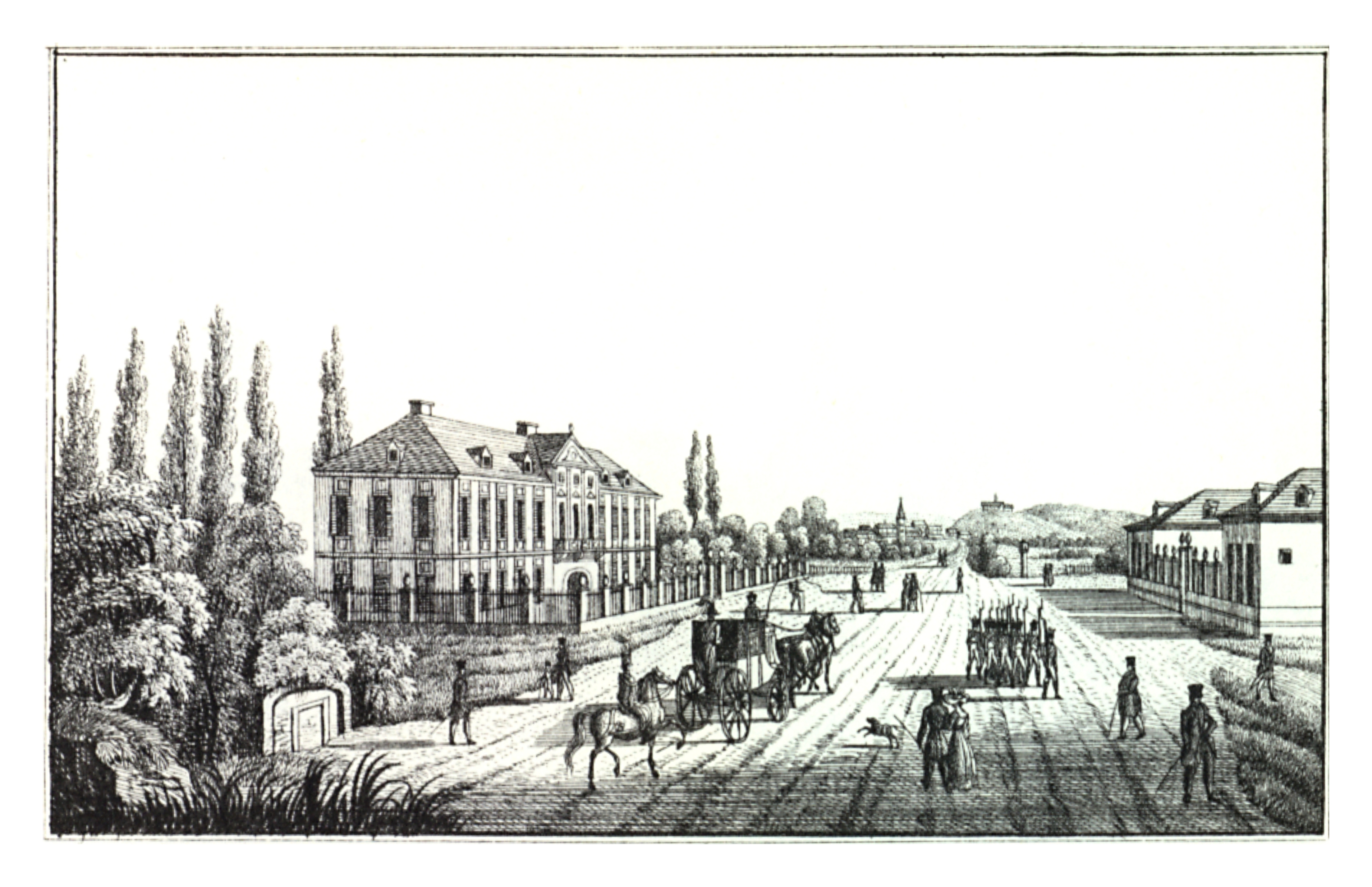
Gut und Schloss Freudenau im Ortsteil Schirmdorf, um 1820

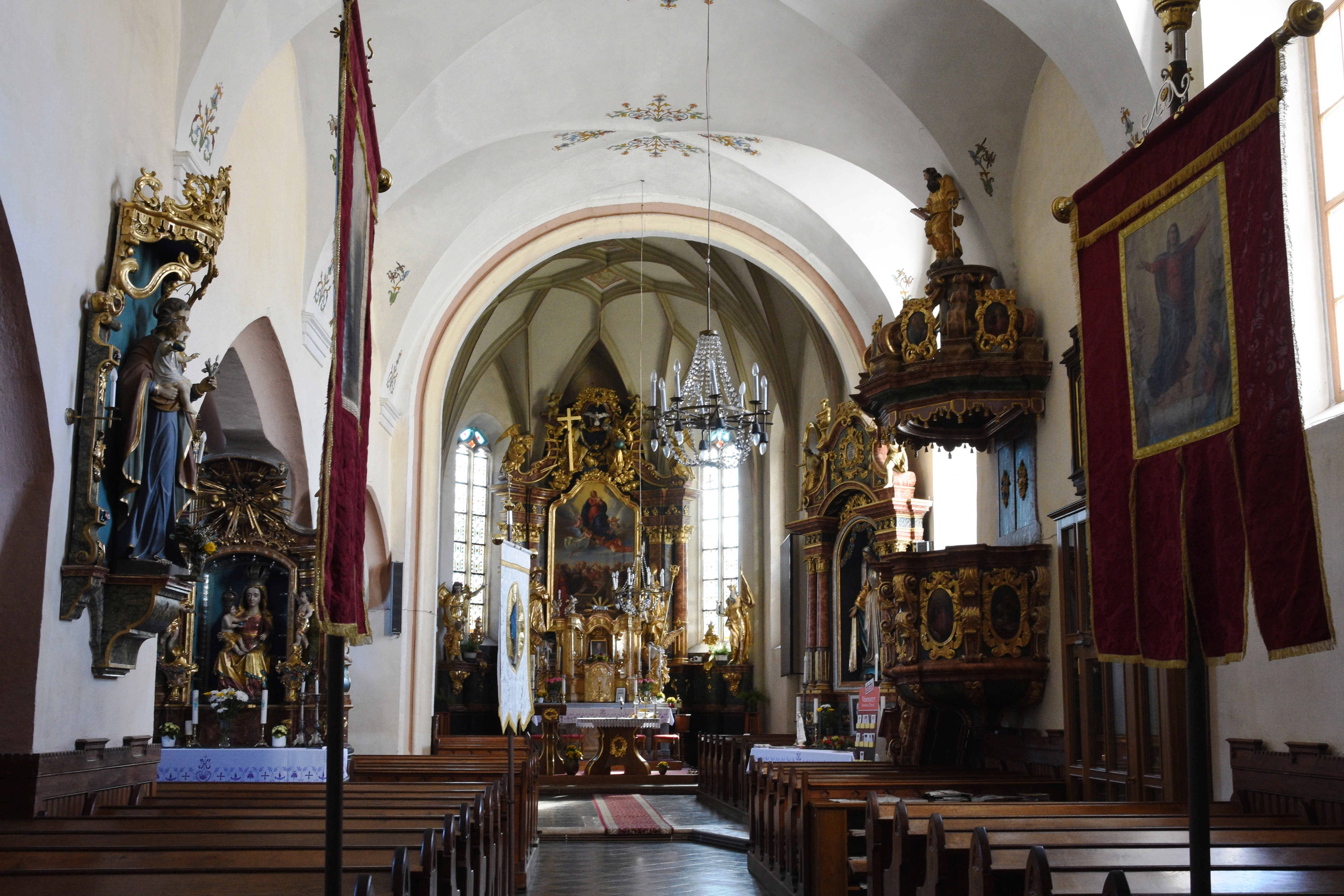
Innenansicht der Kirche

Apače (deutsch: Abstall) ist der Name einer Gemeinde und ihres Hauptortes Apače in der historischen Landschaft Spodnja Štajerska (Untersteiermark) (statistische Region Pomurska) in Slowenien.

## Lage
Die Gemeinde grenzt an Österreich, wobei die Mur die Staatsgrenze bildet. Jenseits der Mur liegen die österreichischen Städte Bad Radkersburg und Mureck.

## Ortschaften
Die Gemeinde umfasst 21 Ortschaften. Die deutschen Exonyme in den Klammern stammen aus der Mitte des 19. Jahrhunderts und werden heutzutage nicht mehr verwendet.
- Apače (Abstall)
- Črnci (Schirmdorf)
- Drobtinci (Proskersdorf)
- Grabe (Graben)
- Janhova (Jauchen)
- Lešane (Windisch-Haseldorf)
- Lutverci (Leitersdorf)
- Mahovci (Marchersdorf)
- Nasova (Nassau)
- Novi vrh (Neuberg)
- Plitvica (Plippitz)
- Podgorje (Absberg)
- Pogled (Anblick)
- Segovci (Sögersdorf)
- Spodnje Konjišče (Unterrosshof)
- Stogovci (Miethsdorf)
- Vratja vas (Frattendorf)
- Vratji Vrh (Frattenberg)
- Zgornje Konjišče (Oberrosshof)
- Žepovci (Schöpfendorf)
- Žiberci (Seibersdorf)

## Nachbargemeinden
| Mureck (A) | Halbenrain (A)                              | Bad Radkersburg (A) |
| Šentilj    | Kompassrose, die auf Nachbargemeinden zeigt | Gornja Radgona      |
|            | Sveta Ana                                   |                     |

## Geschichte
Der später zu einem Türkeneinfall umgedichtete Ungarneinfall von 1418 zog auch Abstall in Mitleidenschaft.

### Vor dem Zweiten Weltkrieg
Im Gebiet der heutigen Gemeinde Apače, welches fast zur Gänze das ca. 40 km² große Apaško polje/Abstaller Feld, von Mur und Windischem Bühel umschlossen, umfasst, gab es eine mehrheitlich deutschsprachige Bevölkerung. Bis 1919 zum politischen Bezirk Radkersburg. Damals wurden in den drei Schulen Abstalls in deutscher Sprache unterrichtet.
Das änderte sich mit dem Friedensvertrag von St. Germain im Jahr 1918: Das Abstaller Feld wurde 1919 auch rechtlich dem Königreich SHS der Serben, Kroaten und Slowenen zugewiesen. Ab 1920 wurde Slowenisch zur Amtssprache. Mit dem Anschluss Österreichs an das Deutsche Reich im Jahr 1938 gab es zwei unterschiedliche Gegenpole:
- Das Erstarken des Deutschtums wurde auch von Abstallern begrüßt.[5]
- Nicht die gesamte Volksgruppe der „Sloweniendeutschen“ waren von der NS-Ideologie im Zweiten Weltkrieg erfasst worden. Im Gegenteil, von Beginn an gingen zahlreiche Angehörige der Volksgruppe auch auf Distanz zum Regime, einige verfassten sogar offizielle Protest-Resolutionen an Repräsentanten des Dritten Reichs.[6]

Jedenfalls ging mit dem Balkanfeldzug (1941) eine Um- und Aussiedelungspolitik einher, um Slowenien einzudeutschen. Dadurch wurde das Ansehen der Deutschsprachigen im Abstaller Feld beschädigt, Vermögen wurde beschlagnahmt, tausende Slowenen umgesiedelt.

### Nach dem Zweiten Weltkrieg
Mit dem Ende des Zweiten Weltkriegs und dem Niedergang des Nazi-Regimes folgten zuerst Ressentiments gegen die deutschsprachigen Abstaller (egal, ob einstige Nazi-Sympathisanten oder nicht), welche 1946 schließlich in folgender Tragödie gipfelte:
Am 13. Jänner 1946 wurden die deutschstämmigen Untersteirer, welche den Hinrichtungskommandos der Tito-Partisanen bzw. den Soldaten der Tito-Partisanen entkommen waren und die Lager wie Sternthal (Strnišče), Tüffer (Laško) überlebt hatten, von der OZNA aus ihrer Heimat vertrieben und deportiert.
Nachdem die britische Besatzungsmacht die Grenze gesperrt hatte, konnten die ca. 2500 autochthonen Abstaller nicht über natürliche Mur-Grenze nach Österreich vertrieben werden. Deshalb sollten die unerwünschten Deutschstämmigen durch das russisch besetzte Ungarn in das von den Vierermächten besetzte Wien transportiert werden. Zuerst mit Lastwägen nach Oberradkersburg/Gornja Radgona gebracht, penibel perlustriert und in dort bereit stehende Viehwaggons gepfercht, die von außen verriegelt wurden.
Die Zugfahrt ging über Kroatien zum Grenzbahnhof Murakeresztúr, Südungarn, mit dem Ziel Wien. Offiziell wurde angegeben, dass die Insassen der Züge österreichische Staatsbürger seien, welche sich nach 1941 in Slowenien angesiedelt hätten. So kamen zwischen dem 10. und 16. Jänner 1946 mehrere Deportationszüge bis nach Wien, wurden aber von den Alliierten abgelehnt, da das Tito-Regime nicht berechtigt war, Personen zu vertreiben oder auszusiedeln. Die Züge mussten Österreich wieder verlassen und blieben in Murakeresztúr stehen, weil die Tito-Behörden die Wiedereinreise nach Jugoslawien verweigerten. Auf einem Nebengleis abgestellt kamen 77 Menschen an Hunger und Kälte um und wurden in einem Massengrab beerdigt. Die Totenliste liegt in der Ortspfarre Murakeresztúr auf.
Wer überlebte und doch noch nach Österreich kommen konnte, den erwarteten aber harte Zeiten: Psychische Folgeschäden, Verlust des gesamten Besitzes, Abweisung durch eigene Verwandte und Totschweigen der Vergangenheit sind immer noch belastend.
Über dem Massengrab haben Opfer und Opfervertreter in den 1970er Jahren eine Gedenkstätte errichtet. Alljährlich reisen am 26. Oktober Untersteirer, welche diese humanitäre Katastrophe mit Narben und seelischen Wunden überlebt haben, nach Murakeresztúr und gedenken der Verstorbenen.

## Persönlichkeiten
- Kanut (Benedikt) Graf des Enffans d’Avernas (* 11. März 1884 in Schirmdorf; † 6. November 1950 im Gefängnis Manpo, Nordkorea), Missionsbenediktiner, Märtyrer von Tokwon[9][10]
- Leopold Potzinger (* 27. September 1870 in Oberpurkla bei Radkersburg; † 18. März 1933 in Graz), katholischer Geistlicher, Pfarrer von Abstall von 1909 bis 1933 und Abgeordneter zum Reichsrat der Christlichsozialen Partei (CSP) von 1911 bis 1918.
- Josef Matl (* 10. März 1897 in Machersdorf, heute Mahovci, ehem. Untersteiermark (Slowenien); † 12. Juni 1974 in Rottenmann, Obersteiermark), Slawist, Südosteuropaforscher und Kulturhistoriker